# هری ساختارشکن
هری ساختارشکن (به انگلیسی: Deconstructing Harry) فیلمی آمریکایی در ژانر کمدی، به کارگردانی و نویسندگی وودی آلن است که برای اولین بار در سال ۱۹۹۷ توزیع شد. از هنرپیشگان این فیلم می‌توان ریچارد بنجامین و بیلی کریستال را نام برد.

## خلاصه داستان
فیلم روایت گر داستان نویسنده موفقی به نام هری بلاک است که داستان‌هایش را بر اساس اتفاقات زندگی خودش می‌نویسد، همین موضوع باعث می‌شود اطرافیانش از او دلخور باشند…

## بازخورد
راتن تومیتوز بر پایه نظرات ۳۶ منتقد سینمایی، به فیلم نمره ۷٫۲ از ۱۰ داد، و اعلام کرد ۷۲٪ از آن‌ها نظر مثبتی راجع به فیلم داشته‌اند.

## جوایز و نامزدی‌ها
در هفتادومین دوره جوایز اسکار، فیلم هری ساختارشکن نامزد دریافت جایزه اسکار بهترین فیلمنامه غیراقتباسی برای وودی آلن شد.